# سونگ مین-کیو
سونگ مین-کیو (انگلیسی: Song Min-kyu؛ زادهٔ ۱۲ سپتامبر ۱۹۹۹) بازیکن فوتبال اهل کره جنوبی است.
از باشگاه‌هایی که در آن بازی کرده‌است می‌توان به باشگاه فوتبال پوهانگ استیلرز اشاره کرد.
وی همچنین در تیم‌های ملی فوتبال زیر ۲۳ سال کره جنوبی و کره جنوبی بازی کرده‌است.